# Wilhelm-Galerie
La Wilhelm-Galerie, ortografía propia WilhelmGalerie, es un centro comercial, edificio catalogado, ubicado en el centro de la ciudad de Ludwigsburg, en Baden-Württemberg, en la extensa área de Wilhelm-, Hospital-, Körner- y Asperger Straße.
Su interior está atravesado por una claraboya alargada y contiene farmacias, tiendas de ropa y restaurantes, entre otras tiendas.

## Historia
El edificio, que fue mencionado por primera vez en 1856 como cuartel de Uhlan, ha sido ampliado varias veces; la última gran medida de construcción está documentada en 1915 y, por lo tanto, reemplazó varios edificios de cuarteles y revistas que habían existido anteriormente en este punto. El sólido edificio alargado de tres pisos fue construido en parte con piedra arenisca. Las proyecciones de las esquinas todavía adornan el edificio hoy.